# SO-01C

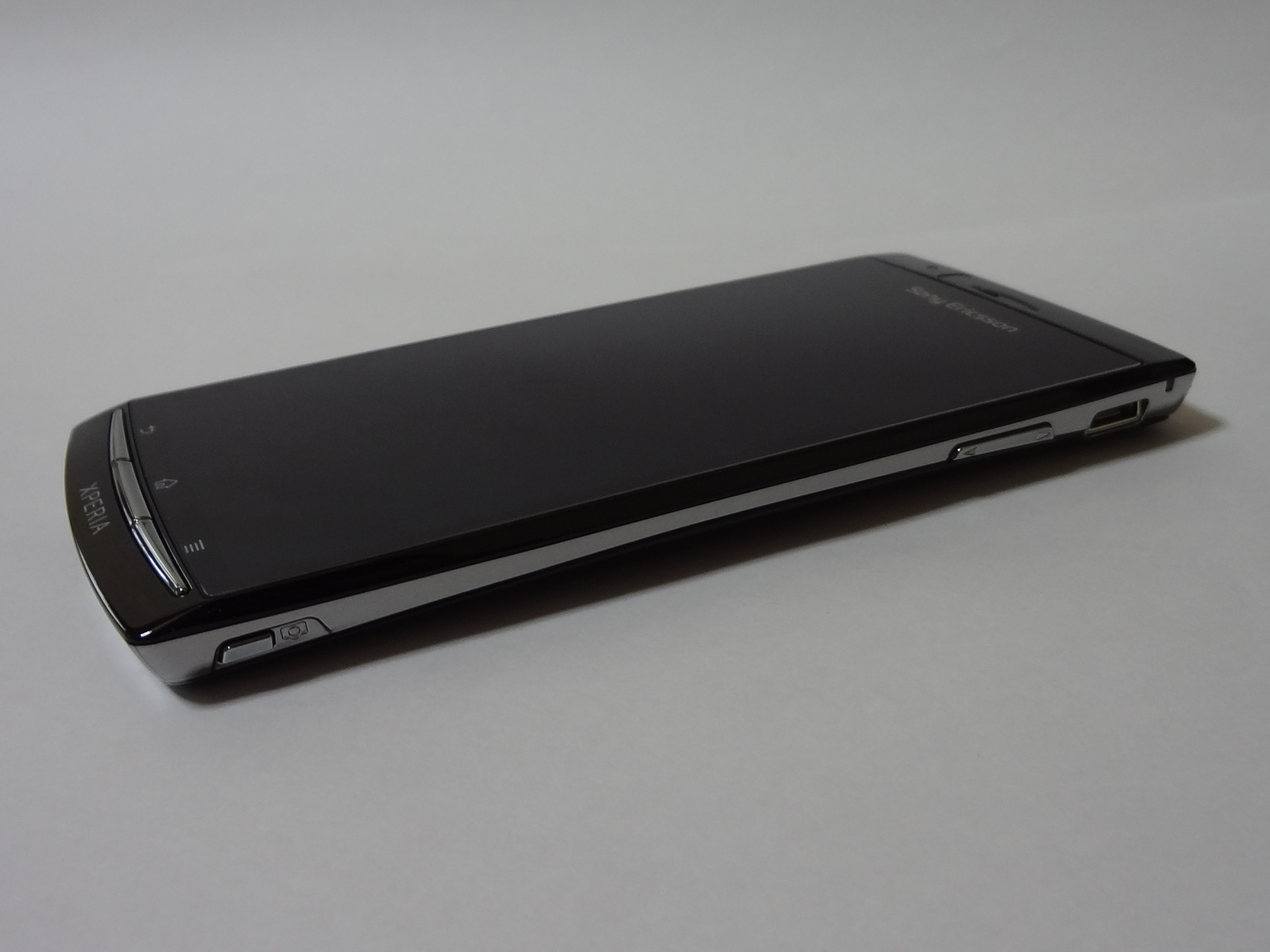
アークフォルム

ドコモ スマートフォン Xperia arc SO-01C（ - エクスペリア アーク エスオー ゼロイチ シー）は、GoogleのAndroid OS 2.3を採用したソニー・エリクソン・モバイルコミュニケーションズ（現：ソニーモバイルコミュニケーションズ）製のフラッグシップスマートフォンで、NTTドコモの第3世代移動通信システム（FOMA）端末である。同じくドコモより販売されたXperia X10（SO-01B）の後継機種である。ドコモ スマートフォンのひとつ。

## 特徴
ハイエンドモデルでありながら世界最薄の8.7mm（2011年1月発表時スマートフォンとして）を達成し、2011年第1四半期から国際戦略端末として日欧米で順次発売された。
「arc」という名前の通り本体の弧を描いたデザインが特徴的で、見た目の美しさだけではなく、より手に馴染みやすいようになっている。
ディスプレイにはブラビアにも採用されている「クリアブラックパネル」を採用し、光の乱反射と拡散を低減させているため大きな視野角をもっている。また、コントラスト向上技術と輪郭強調技術を組み合わせた「モバイルブラビアエンジン」を搭載しているため、動画や写真などのくっきりとあざやかな表現を可能にしている。
カメラには新開発の裏面照射型CMOSセンサー「Exmor R for mobile」を搭載し、従来の表面照射型に比べて高感度、低ノイズを実現した。また上記の「モバイルブラビアエンジン」との組み合わせにより、より自然な映像美を実現している。
日本で発売されるスマートフォンとしては初めてAndroid OS 2.3を採用しており、従来と比べアプリケーション処理速度が向上しスムーズな動作を実現している。
専用の「電池パック SO05」は、海外のBA750にドコモ型番のシールを貼り付けたものである。当機種に附属する「ACアダプタケーブル SO02」(出力850mAh)は、SO-01Bに附属する「ACアダプタケーブル SO01」(出力700mAh)と比較し、出力がややアップされ、コネクタ部分がL字型に変更されている（なお、SO-02C以降の端末に附属される「ACアダプタケーブル SO03」はケーブル部分の形状変更のみのマイナーチェンジ）。
なお、海外版arcではAndroid 4.0のバージョンアップが行われた。国内版である本機種もAndroid 4.0へのバージョンアップが検討されていたが、メモリ（RAM）不足の可能性があるため見送られた。

## 主な機能

### メール・ブラウザ
メールは通常のandroid端末と同様、Gmail、POP、IMAPメールの他、NTTドコモのキャリアメールであるspモードメールが利用できる。ブラウザはandroid標準のブラウザが搭載されており、Flash Player10.1がプリインストールされており、PCとほぼ同様の動きのあるサイトなども利用することができる。

### デザイン・ユーザーインターフェース
Xperia（SO-01B）と同様に、mixiやTwitter、メール、発着信履歴などのパネルを統合して表示する、Timescape が標準で搭載されている。アドレス帳に写真を登録しておけばその写真がパネルに表示される。また本端末では、タイムスケープウィジェットでも、タイムラインをスクロールすることができる。

### ディスプレイ
- Reality display（液晶とガラスを密着させ、光の反射ロスを減らし画面の視認性が大幅に向上）
- scratch-resistant mineral glass Accessories（化学強化ガラス）
- フルタッチパネルとなっており、直感的な操作を行うことができる。

### 色
- ミッドナイト・ブルー（Midnight Blue）
- ミスティ・シルバー（Misty Silver）
- サクラ・ピンク（Sakura Pink）

### 音楽・動画再生
- Mobile BRAVIA Engine
- Micro HDMI 端子
- DLNA server/client
- FM Radio
- mora touch

### カメラ機能
- Exmor R sensor
- Crystallens（Aperture f/2.4）
- LED Flash
- HD 720p/30f Video recording
- 暗視撮影機能、顔認識機能

### 入力
- POBox Touch

### ∞（インフィニット）ボタン
ミュージックプレイヤー再生中にインフィニットボタンを押すと、再生中の楽曲のYoutube上の関連情報にすばやくアクセスできたり、電話帳とSNSの連携などが図れる。

### Android由来のアプリケーション
ここでは本端末に関連する機能やアプリケーションを記述する。
- Gmail
- 検索　音声検索
- Google Maps　Google Earth、ストリートビュー、Latitude（位置共有）なども可能。
- Google Map NAVI
- YouTube
- Google Talk
- Picasa
- Googleカレンダー

詳しくはAndroid OSを参照の事。androidマーケットからは20万を超えるアプリケーションをダウンロードし利用することができる。

### その他アプリケーション
- Twitter
- mixi
- Facebook
- BeeTV
- E★エブリスタ
- FMラジオ　- ラジオ再生中の音楽を認識して、moraから購入ができる。
- mora touch - moraの音楽をダウンロード、購入ができる。
- Evernote
- 2Dfacto - NTTドコモと大日本印刷が提携した電子書籍プラットフォーム
- 電話帳バックアップアプリ
- life.episode Japan
- Flash Player 10.2

### アクセサリなど
Large Battery (1500mAh)

## 主なサービス
| 主な対応サービス                   | 主な対応サービス                                                    | 主な対応サービス                       | 主な対応サービス                                 |
| ---------------------------------- | ------------------------------------------------------------------- | -------------------------------------- | ------------------------------------------------ |
| タッチパネル                       | FOMAハイスピード14Mbps(受信)／5.7Mbps(送信)                         | Bluetooth                              | DCMX／おサイフケータイ                           |
| iアプリオンライン／地図アプリ      | 直感ゲーム／メガiアプリ                                             | iウィジェット                          | マチキャラ／iコンシェル(※)                       |
| ホームU／ポケットU                 | GPS／ケータイお探し                                                 | デコメール／デコメ絵文字／デコメアニメ | iチャネル                                        |
| 着もじ                             | テレビ電話／キャラ電                                                | ケータイデータお預かりサービス         | フルブラウザ                                     |
| おまかせロック／バイオ認証         | 外部メモリーへiモードコンテンツ移行／ユーザーデータ一括バックアップ | トルカ                                 | iC通信／iCお引越しサービス                       |
| きせかえツール／ダイレクトメニュー | バーコードリーダ／名刺リーダ                                        | 2in1                                   | エリアメール／ソフトウェアーアップデート自動更新 |
| GSM／3Gローミング（WORLD WING）    | 着うたフル／うた・ホーダイ                                          | Music&Videoチャネル／ビデオクリップ    | デジタルオーディオプレーヤー(WMA)(AAC)(MP3)      |

※オートGPS対応

## アップデート・不具合など

### 2011年7月6日の機能追加、アプリケーションの追加
2011年7月6日に以下の機能を追加するアップデートが実施された。OSがAndroid 2.3.3に、ビルド番号が3.0.1.F.0.126となる。
機能アップデート
- POBox Touch 4.1へのアップデート
- メール閲覧機能向上
- Facebook Inside機能搭載
- 辞書データバックアップと復元
- ロック画面に不在着信やSMS着信、Facebook新着情報の表示

プリインストールアプリケーションの追加
- iチャネル
- メロディコール
- 地図アプリ（ドコモ地図ナビ）
- 楽天オークション
- Twonky
- マクドナルドアプリ
- 海外ローミング設定アプリ
- ECOモード
- Gガイド番組表

### 2011年7月27日のソフトウェア更新
- 連続通話中、特定の条件下で音声が途切れる不具合を修正[3]。ビルド番号が3.0.1.F.0.131となる。

### 2011年11月7日の機能追加
2011年11月7日に以下の機能を追加するアップデートが実施された。OSがAndroid 2.3.4に、ビルド番号が4.0.1.C.1.9となる。
- エリアメールに対応。これにより緊急地震速報を受けることが可能となる。
- テザリングに対応
- POBox Touch 4.3へのアップデート
- カメラでの静止画撮影時16倍デジタルズームに対応
- スクリーンショット機能に対応
- 「お気に入りと通話履歴」ウィジェットに対応
- アプリトレイから直接アプリのアンインストールが可能に
- PlayStation Certifiedに対応。これによりPlayStation Suite対応アプリを使用できる。
- 不具合の修正
  - ブラウザで新しいページを表示する際に、まれに既に開かれているウィンドウが正常に動作しない不具合を修正
  - 特定のWi-Fiルータと通信をすると途切れる不具合を修正

### 2012年3月28日のソフトウェア更新
2012年3月28日（電話機本体単独では4月3日）に以下の不具合を修正するアップデートが実施された。ビルド番号が4.0.1.C.1.21となる。
- 電源起動時、まれにドコモUIMカード(FOMAカード)を認識しない場合がある。
- 海外の一部地域において、まれに正常に通信できない場合がある。

### 2012年8月21日のソフトウェア更新
2012年8月21日に以下の不具合を修正するアップデートが実施された。ビルド番号が4.0.1.C.1.24となる。
- microSDXCカードを差し込むと、microSDXCカード内のデータが破損される。[5]

※アップデート後に本体が正常に起動しない恐れがあるとして、一時アップデートは中断され、後述の更新の開始に合わせて再開された。

### 2012年10月4日のソフトウェア更新
一時中止されていた、前述同年8月21日発表分のアップデートが再開され、さらに軽微な仕様変更が実施されている。ビルド番号は、4.0.1.C.1.31となる。
- microSDXCカードを差し込むと、microSDXCカード内のデータが破損される。

## 主な沿革
- 2011年（平成23年）1月6日 - ソニー・エリクソン、超薄型デザインのスマートフォンXperia™ arcを発表[7]。
- 2011年（平成23年）2月24日 - NTTドコモよりSO-01Cとして発売されることが発表される[8]。また、2011年夏にはFeliCa機能やワンセグ、赤外線通信などを搭載した日本独自規格の後継機種を発売するとした。
- 2011年3月1日 - ソニーストアで先行展示開始。
- 2011年3月4日 - 予約受付開始。
- 2011年3月24日 - 発売。
- 2011年7月6日 - ソフトウェアマイナーアップデート開始。OS Android 2.3.3、ビルド番号3.0.1.F.0.126。
- 2011年11月7日 - 2回目のソフトウェアマイナーアップデート開始。OS Android 2.3.4、ビルド番号4.0.1.C.1.9。
- 2012年3月26日 - NTTドコモよりAndroid 4.0へのバージョンアップについて検討していることを発表[9]。
- 2012年7月2日 - Android 4.0へのバージョンアップを断念[1]。